# Xanthorhoe inconsiderata
Xanthorhoe inconsiderata är en fjärilsart som beskrevs av Otto Staudinger 1892. Xanthorhoe inconsiderata ingår i släktet Xanthorhoe och familjen mätare. Inga underarter finns listade i Catalogue of Life.